# Hargimont
Hargimont (en wallon Hardjimont) est un village de la Famenne, sis dans la partie septentrionale de la province de Luxembourg (Belgique). Il est traversé par la Wamme. Administrativement il fait aujourd’hui partie de la commune et ville de Marche-en-Famenne, en Région wallonne dans la province de Luxembourg. C'était une commune à part entière avant la fusion des communes de 1977.

## Étymologie
'Hargimont' trouve son origine dans le nom celtique Harigar qui se serait transformé en « mont de Harigar » avant de prendre sa forme actuelle.

## Géographie
Situé entre les villages de Marloie et On et précisément au confluent de la Wamme et de la Hédrée.

## Démographie
- Source: INS recensements population

## Histoire
Hargimont est devenue commune de la province de Luxembourg que depuis 1839. Avant cela elle faisait partie du département de Sambre-et-Meuse. En 1823 elle fut réunie à la localité voisine de Jemeppe.

## Patrimoine et culture

### Patrimoine architectural
- La chapelle Saint-Christophe, ancienne chapelle castrale des XIe et XVIIe siècles.

- Quelques bâtiments de l'ancienne commanderie d'Hargimont, fondée au XIIe siècle.